# J. Holiday
Pour les articles homonymes, voir Holiday.
Nahum Tesfai Grymes (né le 29 novembre 1984[réf. nécessaire]-), mieux connu sous le nom de J. Holiday, est un chanteur américain de R&B de Washington D.C. et d'origine érythréenne, qui est réellement apparue sur le devant de la scène en 2007, avec son premier single Bed qui se classe à cette époque 5e au Billboard Hot 100 US.
Il est actuellement signé sur le label Music Line Group qui appartient à Capitol Records.

## Récompenses et nominations
- American Music Awards
  - 2008, Artiste Masculin R&B/Soul Préféré (nommé)
- BET Awards
  - 2008, Meilleur Artiste R&B Masculin (nommé)
- Grammy Award
  - 2009, Meilleur Album R&B Contemporain: Back of My Lac' (nommé)
- Image Awards
  - 2008, Révélation de l'Année (nommé)